# Mateo Cañellas
Pour les articles homonymes, voir Cañellas.
Mateo Cañellas Martorell, né le 27 avril 1972 à Inca, est un athlète et homme politique espagnol.

## Biographie
Spécialiste du 1 500 mètres, il remporte les Championnats d'Europe juniors de 1991. En 1995, Mateo Cañellas se classe deuxième des Championnats du monde en salle de Barcelone où il échoue à 30/100 de seconde seulement du Marocain Hicham El Guerrouj. Vainqueur de son premier titre national indoor dès l'année suivante, il remporte le titre continental du 1 500 m à l'occasion des Championnats d'Europe en salle 1996 de Stockholm, dans le temps de 3 min 44 s 50.

### Palmarès
| Date | Compétition                    | Lieu      | Résultat | Épreuve |
| ---- | ------------------------------ | --------- | -------- | ------- |
| 1995 | Championnats du monde en salle | Barcelone | 2e       | 1 500 m |
| 1996 | Championnats d'Europe en salle | Stockholm | 1er      | 1 500 m |

### Records
| Épreuve | Performance   | Lieu    | Date        |
| ------- | ------------- | ------- | ----------- |
| 1 500 m | 3 min 37 s 83 | Séville | 3 juin 1995 |